# Manuel Seoane
Manuel Seoane (ur. 19 marca 1902, zm. 21 sierpnia 1975) – argentyński piłkarz, napastnik (lewy łącznik). Później trener.

## Życiorys
Urodzony w Piñeyro (dzielnica miasta Avellaneda) Seoane karierę piłkarską rozpoczął w 1918 roku w młodzieżowym zespole miejscowego klubu Progresista. W 1920 roku przeniósł się do młodzieżowej drużyny CA Independiente. W pierwszej drużynie Independiente Seoane zadebiutował 6 marca 1921 roku w meczu przeciwko San Lorenzo de Almagro. W 1922 roku razem z Independiente zdobył swój pierwszy tytuł mistrza Argentyny i jednocześnie pierwszy raz swej karierze został królem strzelców ligi argentyńskiej.
W 1923 Independiente zostało wicemistrzem Argentyny, ale Seoane nie grał do końca sezonu, gdyż z powodu incydentu z sędzią został wyrzucony z boiska, a następnie nałożona została na niego kara zawieszenia. W związku z tym na czas banicji przeniósł się do klubu Club El Porvenir. W okresie gry w El Porvenir w 1924 roku zadebiutował w reprezentacji Argentyny.

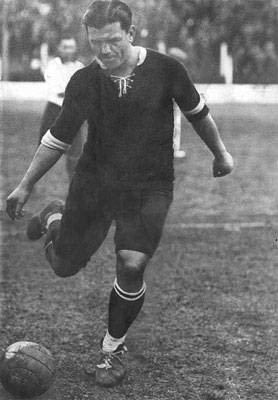
Seoane en Independiente.

Jako gracz klubu El Porvenir wziął udział w turnieju Copa América 1924, gdzie Argentyna została wicemistrzem Ameryki Południowej. Seoane zagrał we wszystkich trzech meczach – z Paragwajem, Chile i Urugwajem.
Wciąż jako piłkarz klubu El Porvenir wziął udział w turnieju Copa América 1925, gdzie Argentyna zdobyła mistrzostwo Ameryki Południowej. Seoane zagrał we wszystkich czterech meczach – w pierwszym meczu z Paragwajem (wygranym 2:0) zdobył pierwszą bramkę, w pierwszym meczu z Brazylią (wygranym 4:1) zdobył 3 bramki, w drugim meczu z Paragwajem (wygranym 3:1) zdobył drugą bramkę oraz w drugim meczu z Brazylią (remis 2:2) zdobył bramkę wyrównującą. Łącznie jako zdobywca 6 bramek został królem strzelców turnieju.
Po zwycięskim turnieju kontynentalnym Seoane przeniósł się na rok do Boca Juniors w okresie wojażu tego klubu po Europie. Dla Boca Juniors zdobył 16 spośród 40 bramek, po czym wrócił do Independiente, z którym w 1926 roku ponownie został mistrzem Argentyny i po raz drugi otrzymał koronę króla strzelców.
Będąc piłkarzem klubu CA Independiente, wziął udział w turnieju Copa América 1927, gdzie wraz z reprezentacją Argentyny zdobył swój drugi tytuł mistrza Ameryki Południowej. Seoane zagrał we wszystkich trzech meczach – z Boliwią (zdobył 2 bramki), Urugwajem i Peru. Zdobycie 2 bramek wystarczyło mu do tytułu wicekróla strzelców turnieju.
Nadal jako gracz klubu Independiente wziął udział w turnieju Copa América 1929, gdzie razem z reprezentacją Argentyny sięgnął po trzeci w swej karierze tytuł mistrza Ameryki Południowej. Seoane zagrał tylko w jednym meczu – z Peru. W kraju natomiast w 1929 roku trzeci raz w swej karierze został królem strzelców ligi argentyńskiej.
W 1932 roku Seoane drugi raz w swej karierze zdobył razem z Independiente wicemistrzostwo Argentyny, a rok później zakończył karierę piłkarską i został trenerem. W latach 20. współtworzył znakomitą piątkę napadu Independiente: Zoilo Canaveri – Alberto Lalín – Luís Ravaschino – Manuel Seoane – Raimundo Orsi. W Independiente rozegrał łącznie 264 mecze i zdobył 241 bramek. Jako zdobywca 196 bramek jest najlepszym strzelcem w dziejach pierwszoligowego futbolu amatorskiego w Argentynie. W latach 1924–1929 rozegrał w reprezentacji Argentyny 19 meczów i zdobył 14 bramek.
Jako trener Seoane poprowadził reprezentację Argentyny w turnieju Copa América 1935, gdzie jego zespół został wicemistrzem Ameryki Południowej. Argentyna pod wodzą Seoane pokonała 4:1 Chile, następnie 4:1 Peru, które pełniło rolę gospodarza i w decydującym o tytule spotkaniu uległa Urugwajowi aż 0:3.
Kierował także narodową reprezentacją w turnieju Copa América 1937, gdzie Argentyna zdobyła mistrzostwo Ameryki Południowej. Drużyna Seoane wygrała 4 mecze (z Chile 2:1, z Paragwajem 6:1, z Peru 1:0 i z Brazylią 1:0) oraz przegrała 2:3 z Urugwajem. Wobec równej liczby punktów Argentyna w decydującym o mistrzostwie spotkaniu wygrała 2:0 po dogrywce z Brazylią.
Seoane zmarł 21 sierpnia 1975 roku w Quilmes w wieku 73 lat.

## Sukcesy
| Sezon | Drużyna          | Tytuł                          |
| ----- | ---------------- | ------------------------------ |
| 1922  | CA Independiente | Mistrz Argentyny               |
| 1923  | CA Independiente | Wicemistrz Argentyny           |
| 1924  | Argentyna        | Wicemistrz Ameryki Południowej |
| 1925  | Argentyna        | Mistrz Ameryki Południowej     |
| 1926  | CA Independiente | Mistrz Argentyny               |
| 1927  | Argentyna        | Mistrz Ameryki Południowej     |
| 1929  | Argentyna        | Mistrz Ameryki Południowej     |
| 1932  | CA Independiente | Wicemistrz Argentyny           |